# Autoroute A9
L'autoroute A9, detta La Languedocienne/La Catalane è un'autostrada francese.
Collega Orange (dove si collega alla A7) con Le Perthus fino al confine di stato con la Spagna, dove diventa l'Autopista AP-7. L'autostrada è gestita dalla società Autoroute du Sud de la France del Gruppo Vinci. Il pedaggio dell'intera tratta è di € 24,10 per un'autovettura (dicembre 2018).

## Percorso
| Autoroute A9 La Languedocienne La Catalane | |      |      |                |
| Tipo                                       | Indicazione                                                                                        | km   | Area | Strada europea |
|                                            | Lyon                                                                                               | 0    | 84   |                |
|                                            | 21 - Orange-Centre Marseille Carpentras Vaison-la-Romaine Solo in direzione nord                   | 0,8  | 84   |                |
|                                            | Aire de Roquemaure Nord Solo in direzione sud                                                      | 10,1 | 30   |                |
|                                            | Aire de Roquemaure Sud Solo in direzione nord                                                      | 10,5 | 30   |                |
|                                            | 22 - Roquemaure Roquemaure Villeneuve-les-Avignon Avignon                                          | 14,1 | 30   |                |
|                                            | Aire de Tavel Nord Solo in direzione sud                                                           | 17,6 | 30   |                |
|                                            | Aire de Tavel Sud Solo in direzione nord                                                           | 18,7 | 30   |                |
|                                            | Aire d'Estezargues Nord Solo in direzione sud                                                      | 24,3 | 30   |                |
|                                            | Aire d'Estezargues Sud Solo in direzione nord                                                      | 25,1 | 30   |                |
|                                            | 23 - Remoulins Remoulins Beaucaire-Tarascon Uzès Pont du Gard                                      | 29   | 30   |                |
|                                            | Aire de Lédenon                                                                                    | 35,6 | 30   |                |
|                                            | Aire de Nîmes-Marguerittes Nord Solo in direzione sud                                              | 42,9 | 30   |                |
|                                            | Aire de Nîmes-Marguerittes Sud Solo in direzione nord                                              | 44,9 | 30   |                |
|                                            | 24 - Nîmes-Est Nîmes-Centre Nîmes-Courbessac Marguerittes                                          | 46,2 | 30   |                |
|                                            | 25 - Nîmes-Ouest Nîmes-Quartiers Ouest Arles Alès Aéroport Nîmes-Garons                            | 54,2 | 30   |                |
|                                            | Aire de Milhaud                                                                                    | 59,2 | 30   |                |
|                                            | Aire de Vergèze Nord Solo in direzione sud                                                         | 67,3 | 30   |                |
|                                            | Aire de Vergèze Sud Solo in direzione nord                                                         | 68,7 | 30   |                |
|                                            | 26 - Gallargues Gallargues-le-Montueux Aigues-Mortes                                               | 71,4 | 30   |                |
|                                            | Gare de Péage de Montpellier I                                                                     | 72,2 | 30   |                |
|                                            | Aire d'Ambrussum Nord Solo in direzione sud                                                        | 76,1 | 34   |                |
|                                            | Aire d'Ambrussum Sud Solo in direzione nord                                                        | 76,9 | 34   |                |
|                                            | 27 - Lunel Lunel Sommières                                                                         | 78,4 | 34   |                |
|                                            | Aire de Nabrigas Solo in direzione sud                                                             | 82,9 | 34   |                |
|                                            | Aire de Mas de Roue Solo in direzione nord                                                         | 87,9 | 34   |                |
|                                            | 28 - Vendargues Vendargues Montpellier-Facultés Castelnau-le-Lez                                   | 89,5 | 34   |                |
|                                            | 29 - Montpellier-Est Montpellier-Centre Aéroport Montpellier-Fréjorgues                            | 96,4 | 34   |                |
|                                            | 30 - Montpellier-Sud Montpellier-Sud Lattes                                                        | 101  | 34   |                |
|                                            | 31 - Montpellier-Ouest Sète Béziers Millau                                                         | 103  | 34   |                |
|                                            | 32 - Saint-Jean-de-Védas                                                                           | 106  | 34   |                |
|                                            | Gare de Péage de Montpellier II                                                                    | 107  | 34   |                |
|                                            | Aire de Montpellier-Fabrègues Nord Solo in direzione sud                                           | 110  | 34   |                |
|                                            | Aire de Montpellier-Fabrègues Sud Solo in direzione nord                                           | 111  | 34   |                |
|                                            | Aire de Gigean                                                                                     | 119  | 34   |                |
|                                            | 33 - Sète Sète Frontignan Mèze                                                                     | 122  | 34   |                |
|                                            | Aire du Loupian Solo in direzione nord                                                             | 128  | 34   |                |
|                                            | Aire de Mèze Solo in direzione sud                                                                 | 131  | 34   |                |
|                                            | Aire de Florensac                                                                                  | 142  | 34   |                |
|                                            | 34 - Agde Agde Pézenas Vias Bessan                                                                 | 148  | 34   |                |
|                                            | Aire de Béziers-Montblanc                                                                          | 154  | 34   |                |
|                                            | Béziers-Centre Sérignan Valras-Plage Aéroport Béziers-Cap d'Agde                                   | 158  | 34   |                |
|                                            | 36 - Béziers-Ouest Castres Mazamet Saint-Pons Vendres                                              | 166  | 34   |                |
|                                            | Aire de Lespignan                                                                                  | 172  | 34   |                |
|                                            | Aire de Narbonne-Vinassan                                                                          | 181  | 11   |                |
|                                            | 37 - Narbonne-Est Narbonne-Centre Narbonne-Plage Gruissan                                          | 188  | 11   |                |
|                                            | 38 - Narbonne-Sud Narbonne-La Coupe                                                                | 191  | 11   |                |
|                                            | Tolosa Lézignan-Corbières Carcassonne                                                              | 193  | 11   |                |
|                                            | Aire de Prat de Cest Solo in direzione sud                                                         | 198  | 11   |                |
|                                            | Aire de Bages Solo in direzione nord                                                               | 198  | 11   |                |
|                                            | 39 - Sigean Sigean Port-la-Nouvelle                                                                | 207  | 11   |                |
|                                            | Aire des Gasparets Solo in direzione sud                                                           | 208  | 11   |                |
|                                            | Aire de Sigean Solo in direzione nord                                                              | 208  | 11   |                |
|                                            | Aire de La Palme                                                                                   | 217  | 11   |                |
|                                            | 40 - Leucate Salses-le-Château Port-Leucate Leucate                                                | 218  | 11   |                |
|                                            | Aire de Fitou                                                                                      | 226  | 11   |                |
|                                            | Aire de Château de Salses                                                                          | 233  | 66   |                |
|                                            | 41 - Perpignan-Nord Perpignan-Centre Canet-en-Roussillon Le Barcarès Aéroport Perpignan-Rivesaltes | 240  | 66   |                |
|                                            | Aire de Rivesaltes Solo in direzione sud                                                           | 244  | 66   |                |
|                                            | Aire de Pia Solo in direzione nord                                                                 | 244  | 66   |                |
|                                            | 42 - Perpignan-Sud Andorra Prades Thuir Saint-Charles International                                | 254  | 66   |                |
|                                            | Aire des Pavillons                                                                                 | 256  | 66   |                |
|                                            | Aire du Village Catalan                                                                            | 263  | 66   |                |
|                                            | 43 - Le Boulou Le Boulou Le Perthus Céret                                                          | 271  | 66   |                |
|                                            | Gare de Péage du Perthus                                                                           | 271  | 66   |                |
|                                            | Gerona - Barcellona Confine di Stato - Spagna                                                      | 280  | 66   |                |